# 福岡県道602号後野福岡線
福岡県道602号後野福岡線（ふくおかけんどう602ごう うしろのふくおかせん）は、福岡県那珂川市から福岡市博多区に至る一般県道である。

## 概要
那珂川市後野2丁目から福岡市博多区千代3丁目に至る。
福岡市中心部にあたる博多・天神と南部に位置し福岡市のベッドタウンとして発展する那珂川市を結ぶ一般県道である。那珂川市から片縄山の西側の新興住宅地を走り、福岡市南区やよい坂交差点で、福岡県道49号大野城二丈線と接続して同区屋形原まで重複する。この付近は道幅が狭い上に、交通量も多く渋滞が発生しやすい場所でもある。
福岡市南区屋形原からは再び単独路線となり、次第に道幅も広く、整備されてくる。同区若久から野間にかけては、若久通りと呼ばれる。また、野間から清水にかけては、大池通りと呼ばれ、いずれも福岡市南部の重要幹線道路である。
福岡市南区清水から中央区渡辺通にかけては、日赤通りと呼ばれ、やはり福岡都心と南部副都心をつなぐ重要路線である。
福岡市中央区渡辺通から同区天神にかけては、幅員が片側4車線と広くなる。この区間は渡辺通りと呼ばれ、九州一の繁華街である天神の目抜き通りとなる。交通量は終日多く、さらに天神発着の路線バスや福岡発着の高速バスが絶え間なく発着するため、渋滞が絶えない。福岡市中央区天神から福岡市博多区対馬小路にかけては、中心部の割には交通量は少ない。
福岡市博多区対馬小路から、同区千代にかけては、那の津通りとよばれ、周辺には博多港や福岡国際会議場、マリンメッセ福岡といったさまざまなコミュニティーセンターが立地している。

### 路線データ
- 起点：福岡県那珂川市後野2丁目（現人橋（あらひとばし）交差点、国道385号交点、福岡県道580号那珂川大野城線起点）
- 終点：福岡県福岡市博多区千代3丁目（千鳥橋交差点、国道3号交点）

## 路線状況

### 通称
- 若久通り（福岡市南区若久6丁目・若久交差点 - 福岡市南区野間1丁目）
- 大池通り（福岡市南区野間1丁目 - 福岡市南区清水3丁目・清水四ツ角交差点）
- 日赤通り（福岡市南区清水3丁目・清水四ツ角交差点 - 福岡市中央区渡辺通1丁目・渡辺通1丁目交差点）
- 渡辺通り（福岡市中央区渡辺通1丁目・渡辺通1丁目交差点 - 福岡市中央区天神2丁目・天神橋口交差点）
- 那の津通り（福岡市博多区対馬小路（つましょうじ）・対馬小路交差点 - 福岡市博多区千代3丁目・千鳥橋交差点（終点））

### 重複区間
- 福岡県道49号大野城二丈線（福岡市南区屋形原4丁目・やよい坂交差点 - 福岡市南区屋形原4丁目・屋形原三ツ角交差点）
- 福岡県道554号須崎天神線（福岡市中央区天神5丁目・須崎公園前交差点 - 福岡市中央区天神5丁目）

### 道路施設

#### 橋梁
- 境橋（若久川、福岡市南区）
- 須崎橋（那珂川、福岡市中央区 - 福岡市博多区）
- 千鳥橋（御笠川、福岡市博多区）

## 地理

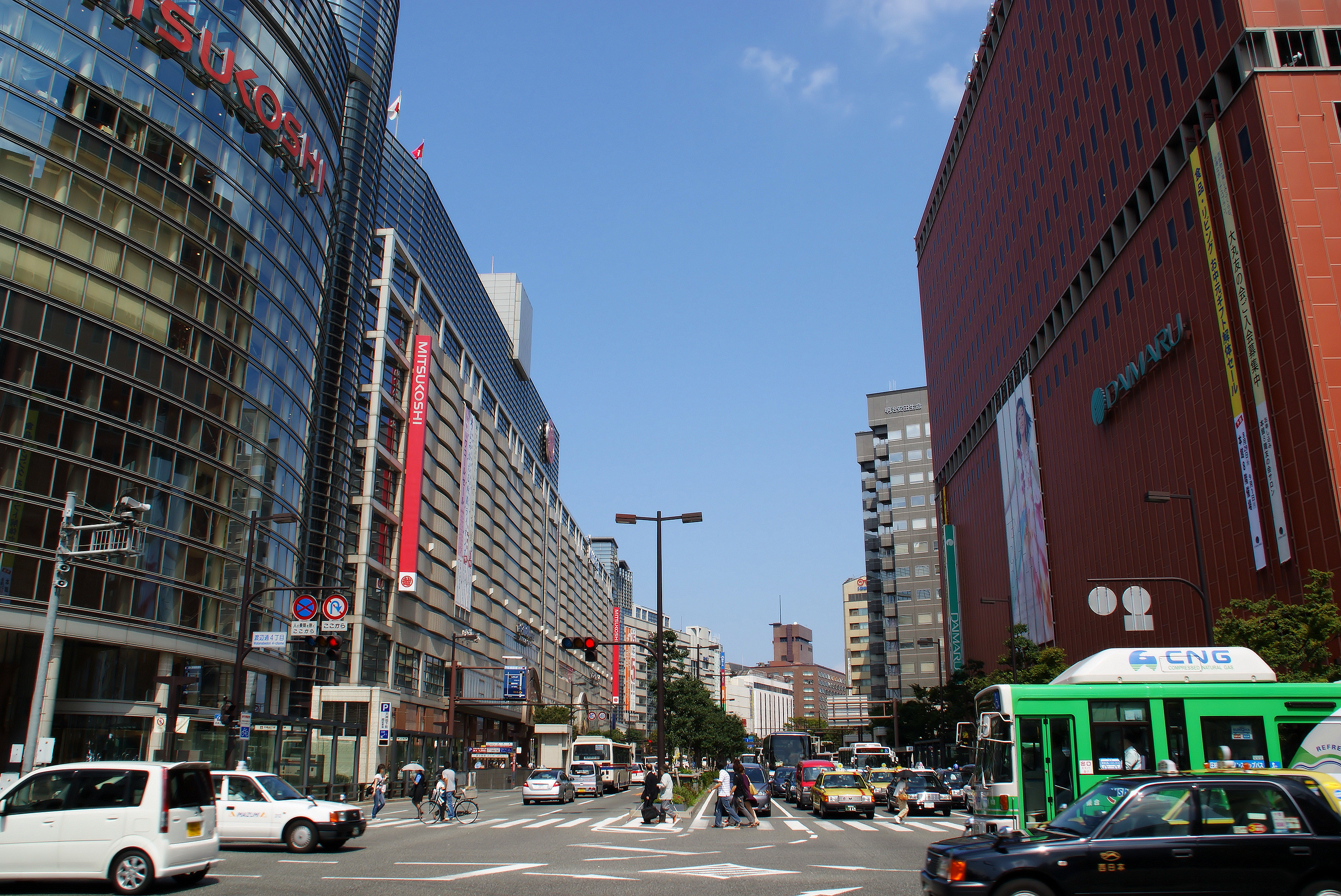
天神の商業施設群と「渡辺通り」

### 通過する自治体
- 那珂川市
- 福岡市（南区 - 中央区 - 博多区）

### 交差する道路
| 交差する道路                                                            | 市町村名 | 市町村名 | 交差する場所             | 交差する場所                        |
| ----------------------------------------------------------------------- | -------- | -------- | ------------------------ | ----------------------------------- |
| 国道385号 福岡県道56号福岡早良大野城線 重複 福岡県道580号那珂川大野城線 | 那珂川市 | 那珂川市 | 後野2丁目                | 現人橋（あらひとばし）交差点 / 起点 |
| 福岡県道49号大野城二丈線 重複区間起点                                   | 福岡市   | 南区     | 屋形原4丁目              | やよい坂交差点                      |
| 福岡県道49号大野城二丈線 重複区間終点                                   | 福岡市   | 南区     | 屋形原4丁目              | 屋形原三ツ角交差点                  |
| 国道202号 / 福岡外環状道路                                              | 福岡市   | 南区     | 屋形原1丁目              | 屋形原1丁目交差点                   |
| 福岡市道野間屋形原線 / 若久通り                                         | 福岡市   | 南区     | 若久6丁目                | 若久交差点                          |
| 福岡市道清水干隈線 / 大池通り                                           | 福岡市   | 南区     | 野間1丁目                |                                     |
| 福岡県道31号福岡筑紫野線                                                | 福岡市   | 南区     | 野間1丁目                | 野間四ツ角交差点                    |
| 国道385号                                                               | 福岡市   | 南区     | 清水3丁目                | 清水四ツ角交差点                    |
| 福岡県道555号桧原比恵線                                                 | 福岡市   | 南区     | 那の川1丁目              | 那の川四ツ角交差点                  |
| 福岡市道博多駅草ヶ江線 / 住吉通り                                       | 福岡市   | 中央区   | 渡辺通1丁目              | 渡辺通1丁目交差点                   |
| 国道202号                                                               | 福岡市   | 中央区   | 渡辺通4丁目              | 渡辺通4丁目交差点                   |
| 福岡市道博多姪浜線 / 昭和通り                                           | 福岡市   | 中央区   | 天神2丁目                | 天神橋口交差点                      |
| 福岡県道554号須崎天神線 重複区間起点                                    | 福岡市   | 中央区   | 天神5丁目                | 須崎公園前交差点                    |
| 福岡県道554号須崎天神線 重複区間終点                                    | 福岡市   | 中央区   | 天神5丁目                |                                     |
| 福岡市道千鳥橋唐人町線 / 那の津通り                                     | 福岡市   | 博多区   | 対馬小路（つましょうじ） | 対馬小路交差点                      |
| 福岡県道44号博多港線 / 大博通り                                         | 福岡市   | 博多区   | 神屋町                   | 築港本町交差点                      |
| 国道3号                                                                 | 福岡市   | 博多区   | 千代3丁目                | 千鳥橋交差点 / 終点                 |

### 交差する鉄道
- 西鉄天神大牟田線

### 沿線
- 福岡市立鶴田小学校
- 福岡市立若久小学校
- 若久郵便局
- 西鉄天神大牟田線
  - 高宮駅 - 薬院駅 - 西鉄福岡（天神）駅
- 福岡市立大楠小学校
- 福岡赤十字病院
- 西鉄天神高速バスターミナル
- 福岡放送
- エフエム福岡
- 大丸福岡天神店
- 警固公園
  - 警固神社
- ソラリアプラザ
- 福岡市役所
- 岩田屋三越
- 新天町商店街
- 福岡県立美術館
- 福岡市立博多中学校
- 福岡国際センター
- ベイサイドプレイス博多埠頭
- 福岡サンパレス
- 福岡国際会議場
- 那珂川
- 御笠川